# XXI Conferencia Anual de la FCCA
La XXI Conferencia de la Asociación de Cruceros de Florida y el Caribe es una conferencia de la Asociación de Cruceros de Florida y el Caribe que se celebrará en el 2014. 

## Candidatas
Algunas ciudades han propuesto su candidatura para ser sede, y la decisión se tomará en la XX Conferencia Anual de la FCCA Cruise & Trade Show que se celebrará en Cartagena de Indias en 2013.

### Acapulco
Con el fin de recuperar el mercado de cruceros, el gobernador del Estado de Guerrero, Ángel Aguirre Rivero, postuló  a Acapulco para ser sede de la 21 Conferencia de la Asociación de Cruceros de Florida y el Caribe. El puerto guerrerense logró ser considerado para presidir el evento durante la reciente Conferencia Anual de la FCCA, que se realizó en Curazao, Antillas Neerlandesas, del 1 al 5 de octubre, donde el gobierno estatal, a través de la Secretaría de Fomento Turístico (Sefotur), se declaró listo para reanudar la recepción de visitantes.

### Saint Maarten
Se postuló a Saint Maarten como candidata para ser anfitrión de la Conferencia 2014 FCCA. Si las discusiones a finales de este año para el plomo acuerdo significaría que St. Maarten será la sede del gran evento por segunda vez.

### Cozumel
Ante el interés de ministros, directivos y empresarios turísticos-navieros, el gobernador de Quintana Roo y presidente de la Comisión de Turismo de la Conferencia Nacional de Gobernadores (Conago), Roberto Borge Angulo, propuso a Cozumel para ser sede, en 2014 o 2015, de la Cumbre de la Florida-Caribbean Cruise Association (FCCA), en la que participan representantes de puertos de América Latina y el Caribe.

## Candidaturas retiradas
- Granada, España, retiró su candidatura para la sede del FCCA 2014.[5]